# Deisswil bei Münchenbuchsee
Deisswil bei Münchenbuchsee là một đô thị ở huyện Fraubrunnen ở bang Bern ở Thụy Sĩ. Đô thị này có diện tích 2,1 km², dân số tháng 12 năm 2018 là 86 người.

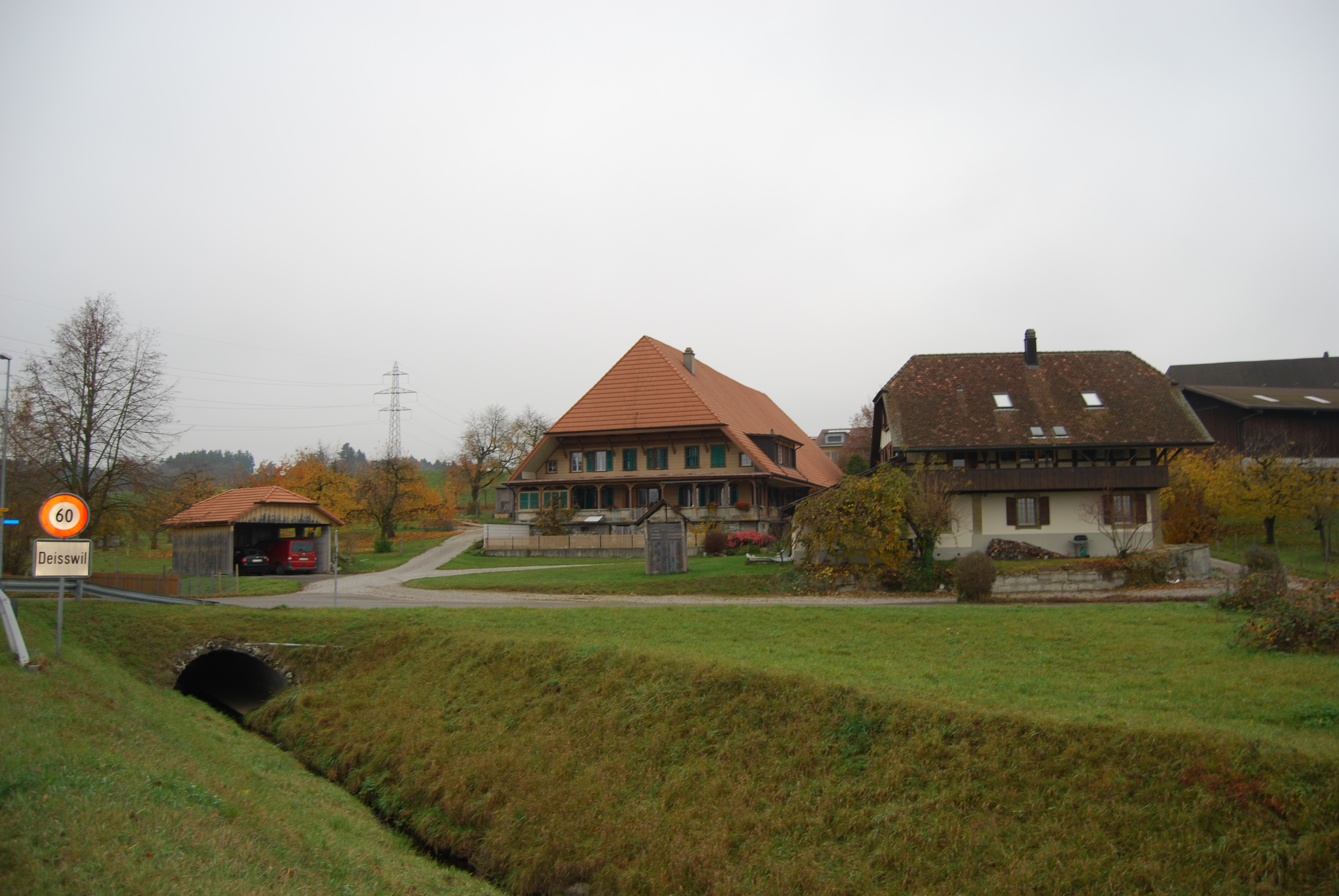
Deisswil bei Münchenbuchsee